# الزاكياب
الزاكياب : تقع شمال الخرطوم بحري بنحو 20 كيلو متر، وتقع شمال أم القرى، شمال شرق الكدرو، وهي قرية كبيرة ممتدة مترامية وما تزال في توسع مستمر اشتهرت بتقسيمها إلى عده أحياء : ومن الأحياء بها حي التبنه و الفردوس والقطية والفزراب وأولاد اللكة وأولاد آدم والعيشاب وأولاد سعيد والحي الشرقي والمثلث .
.محمد خلف الله فزاري

## مرافق
بها حوالي ستة مساجد، وبها مركز صحي كبير، اثنين مدرسة أساس للبنات والبنين، ومدرسة ثانوية واحدة للبنات، إضافة لمدرسة جديدة خاصة بدأت عام 2009،فهي فقيرة بمرافق التعليم، تعاني من الأمية، ويعتمد نشاط القرية على الزراعة وتربية الدواجن.